# يورغ روجيغر فولفجانج ساك
يورغ روجيغر فولفجانج ساك (بالإنجليزية: Jörg-Rüdiger Wolfgang Sack)‏ (ولد في دويسبورغ، ألمانيا) وهو أستاذ في علم الحاسوب في جامعة كارلتون. تخصص يورغ في الحوسبة التطبيقية المتوازية. حصل يورغ على درجة الماجستير من جامعة بون في عام 1979 ودرجة الدكتوراه في عام 1984 من جامعة مكغيل، تحت إشراف جودفريد. شغل منصب رئيس تحرير مجلات الهندسة الحاسوبية ومجلة علوم المعلومات المكانية وكان محررأ ومشاركاً في الهندسة الحاسوبية (ردمك 978-0-444-82537-7) كما شارك في ندوة الخوارزميات وهياكل البيانات البينالي (WADS). شملت اهتمامات يورغ البحثية الهندسة الرياضية الحاسوبية، الخوارزمية المتوازية ونظم المعلومات الجغرافية.